# Naoko Takeuchi
Naoko Takeuchi (jap. 武内 直子 Takeuchi Naoko) (ur. 15 marca 1967 w Kōfu) – japońska mangaka.

## Życiorys
Jej prawdziwe nazwisko to Naoko Togashi (jap. 冨樫 直子 Togashi Naoko). Jej rodzice noszą imiona Kenji oraz Ikuko, a młodszy brat ma na imię Shingo – podobnie jak główna bohaterka jej mang, której rodzina była wzorowana na rodzinie autorki. Takeuchi ukończyła Kyoritsu University of Pharmacy (od 2006 Uniwersytet Keiō) i posiada stopień dyplomowanego chemika.
Naoko Takeuchi jest autorką mang takich jak „Chocolate Christmas”, „Miss Rain”, „Love Witch”.
W Polsce najbardziej znana dzięki „Czarodziejce z Księżyca” oraz „Hasło brzmi: Sailor V”, wydanych przez wydawnictwo Japonica Polonica Fantastica.
W 2011 roku, z okazji 20. rocznicy wydania pierwszej części mangi, Naoko Takeuchi, za pośrednictwem wydawnictwa Kōdansha zapowiedziała nową serię Czarodziejki z Księżyca.

## Życie prywatne
W 1999 roku wyszła za mąż za Yoshihiro Togashiego, który także jest mangaką. Para ma dwoje dzieci.

## Mangi Naoko Takeuchi
- Chocolate Christmas (1987–1988), 1 tom
- Maria (1989–1990), 1 tom
- The Cherry Project (1990–1991), 3 tomy
- Hasło brzmi: Sailor V! (1991–1997), 3 tomy
- Czarodziejka z Księżyca (Sailor Moon) (1992–1997), 18 tomów
- Miss Rain (1993), 1 tom
- Prism Time (1985–1997), 2 tomy
- PQ Angels (1997), 1 tom
- Toki Meca! (2001), 1 tom
- Love Witch (2002), 1 tom
- Toki Meca! (2005–2006), 2 tomy (wersja rozszerzona historii z 2001 roku)

## Nagrody i wyróżnienia
- Nakayoshi Comic Prize w kategorii debiut, za Yume ja Nai no Ne (1985)[8]
- Nakayoshi New Mangaka Award za „Love Call” (1986)[8]
- Nagroda Kōdansha Manga (1993)[9]